# Lijst van gemeenten in het departement Manche
Hieronder volgt een lijst van de 602 gemeenten (communes) in het Franse departement Manche (departement 50).

## A
Acqueville
- Agneaux
- Agon-Coutainville
- Airel
- Amfreville
- Amigny
- Ancteville
- Anctoville-sur-Boscq
- Angey
- Angoville-au-Plain
- Angoville-sur-Ay
- Anneville-en-Saire
- Anneville-sur-Mer
- Annoville
- Appeville
- Argouges
- Aucey-la-Plaine
- Auderville
- Audouville-la-Hubert
- Aumeville-Lestre
- Auvers
- Auxais
- Avranches
- Azeville

## B
Bacilly
- la Baleine
- Barenton
- Barfleur
- Barneville-Carteret
- la Barre-de-Semilly
- Baubigny
- Baudre
- Baudreville
- Baupte
- la Bazoge
- Beauchamps
- Beaucoudray
- Beauficel
- Beaumont-Hague
- Beauvoir
- Bellefontaine
- Belval
- Benoîtville
- Bérigny
- Beslon
- Besneville
- Beuvrigny
- Beuzeville-au-Plain
- Beuzeville-la-Bastille
- Biéville
- Biniville
- Bion
- Biville
- Blainville-sur-Mer
- Blosville
- la Bloutière
- Boisroger
- Boisyvon
- Bolleville
- la Bonneville
- Bourguenolles
- Boutteville
- Braffais
- Brainville
- Branville-Hague
- Brécey
- Brectouville
- Bréhal
- Bretteville
- Bretteville-sur-Ay
- Breuville
- Brévands
- Bréville-sur-Mer
- Bricquebec
- Bricquebosq
- Bricqueville-la-Blouette
- Bricqueville-sur-Mer
- Brillevast
- Brix
- Brouains
- Brucheville
- Buais

## C
Cambernon
- Cametours
- Camprond
- Canisy
- Canteloup
- Canville-la-Rocque
- Carantilly
- Carentan
- Carnet
- Carneville
- Carolles
- Carquebut
- Catteville
- Cavigny
- Catz
- Céaux
- Cérences
- Cerisy-la-Forêt
- Cerisy-la-Salle
- la Chaise-Baudouin
- les Chambres
- Champcervon
- Champcey
- Champeaux
- Champrepus
- les Champs-de-Losque
- Chanteloup
- la Chapelle-Cécelin
- la Chapelle-en-Juger
- la Chapelle-Urée
- Chasseguey
- Chaulieu
- Chavoy
- Chef-du-Pont
- le Chefresne
- Cherbourg-Octeville
- Chérencé-le-Héron
- Chérencé-le-Roussel
- les Chéris
- Chèvreville
- Chevry
- Clitourps
- Coigny
- la Colombe
- Colomby
- Condé-sur-Vire
- Contrières
- Cosqueville
- Coudeville-sur-Mer
- Coulouvray-Boisbenâtre
- Courcy
- Courtils
- Coutances
- Couvains
- Couville
- Crasville
- Créances
- les Cresnays
- Cretteville
- la Croix-Avranchin
- Crollon
- Crosville-sur-Douve
- Cuves

## D
Dangy
- Denneville
- le Dézert
- Digosville
- Digulleville
- Domjean
- Donville-les-Bains
- Doville
- Dragey-Ronthon
- Ducey

## E
Écausseville
- Écoquenéauville
- Éculleville
- Émondeville
- Équeurdreville-Hainneville
- Équilly
- Éroudeville
- l'Étang-Bertrand
- Étienville

## F
Fermanville
- Ferrières
- Fervaches
- Feugères
- la Feuillie
- Fierville-les-Mines
- Flamanville
- Fleury
- Flottemanville
- Flottemanville-Hague
- Folligny
- Fontenay
- Fontenay-sur-Mer
- Foucarville
- Fourneaux
- le Fresne-Poret
- Fresville

## G
Gathemo
- Gatteville-le-Phare
- Gavray
- Geffosses
- Genêts
- Ger
- Giéville
- la Glacerie
- Glatigny
- la Godefroy
- la Gohannière
- Golleville
- Gonfreville
- Gonneville
- Gorges
- Gouberville
- Gourbesville
- Gourfaleur
- Gouvets
- Gouville-sur-Mer
- Graignes-Mesnil-Angot
- le Grand-Celland
- Granville
- Gratot
- Gréville-Hague
- Grimesnil
- Grosville
- Guéhébert
- Guilberville
- le Guislain

## H
le Ham
- Hambye
- Hamelin
- Hardinvast
- Hauteville-sur-Mer
- Hauteville-la-Guichard
- Hautteville-Bocage
- la Haye-Bellefond
- la Haye-d'Ectot
- la Haye-du-Puits
- la Haye-Pesnel
- Héauville
- Hébécrevon
- Helleville
- Hémevez
- Herqueville
- Heugueville-sur-Sienne
- Hérenguerville
- Heussé
- Hiesville
- Hocquigny
- le Hommet-d'Arthenay
- Houesville
- Houtteville
- Huberville
- Hudimesnil
- Huisnes-sur-Mer
- Husson
- Hyenville

## I
Isigny-le-Buat

## J
Jobourg
- Joganville
- Juilley
- Jullouville
- Juvigny-le-Tertre

## L
Lamberville
- la Lande-d'Airou
- Lapenty
- Laulne
- Lengronne
- Lessay
- Lestre
- Liesville-sur-Douve
- Lieusaint
- Lingeard
- Lingreville
- Lithaire
- les Loges-Marchis
- les Loges-sur-Brécey
- Lolif
- Longueville
- le Loreur
- le Lorey
- Lozon
- la Lucerne-d'Outremer
- le Luot
- la Luzerne

## M
Macey
- Magneville
- la Mancellière-sur-Vire
- Marcey-les-Grèves
- Marchésieux
- Marcilly
- Margueray
- Marigny
- Martigny
- Martinvast
- Maupertuis
- Maupertus-sur-Mer
- la Meauffe
- Méautis
- le Mesnil
- le Mesnil-Adelée
- le Mesnil-Amand
- le Mesnil-Amey
- le Mesnil-Aubert
- le Mesnil-au-Val
- le Mesnilbus
- le Mesnil-Eury
- le Mesnil-Garnier
- le Mesnil-Gilbert
- le Mesnil-Herman
- le Mesnillard
- le Mesnil-Opac
- le Mesnil-Ozenne
- le Mesnil-Rainfray
- le Mesnil-Raoult
- le Mesnil-Rogues
- le Mesnil-Rouxelin
- le Mesnil-Tôve
- le Mesnil-Véneron
- le Mesnil-Vigot
- le Mesnil-Villeman
- la Meurdraquière
- Millières
- Milly
- Mobecq
- les Moitiers-d'Allonne
- les Moitiers-en-Bauptois
- Montabot
- Montaigu-la-Brisette
- Montaigu-les-Bois
- Montanel
- Montbray
- Montchaton
- Montcuit
- Montebourg
- Montfarville
- Montgardon
- Monthuchon
- Montjoie-Saint-Martin
- Montmartin-en-Graignes
- Montmartin-sur-Mer
- Montpinchon
- Montrabot
- Montreuil-sur-Lozon
- le Mont-Saint-Michel
- Montsurvent
- Montviron
- Moon-sur-Elle
- Morigny
- Morsalines
- Mortain
- Morville
- la Mouche
- Moulines
- Moyon
- Muneville-le-Bingard
- Muneville-sur-Mer

## N
Nay
- Négreville
- Néhou
- le Neufbourg
- Neufmesnil
- Neuville-au-Plain
- Neuville-en-Beaumont
- Néville-sur-Mer
- Nicorps
- Notre-Dame-de-Cenilly
- Notre-Dame-de-Livoye
- Notre-Dame-d'Elle
- Notre-Dame-du-Touchet
- Nouainville

## O
Octeville-l'Avenel
- Omonville-la-Petite
- Omonville-la-Rogue
- Orglandes
- Orval
- Ouville
- Ozeville

## P
Parigny
- Percy
- Périers
- la Pernelle
- les Perques
- Perriers-en-Beauficel
- le Perron
- le Petit-Celland
- Picauville
- Pierreville
- les Pieux
- Pirou
- Placy-Montaigu
- le Plessis-Lastelle
- Plomb
- Poilley
- Pontaubault
- Pont-Hébert
- Pontorson
- Ponts
- Portbail
- Précey
- Précorbin
- Prétot-Sainte-Suzanne

## Q
Querqueville
- Quettehou
- Quettetot
- Quettreville-sur-Sienne
- Quibou
- Quinéville

## R
Raids
- Rampan
- Rauville-la-Bigot
- Rauville-la-Place
- Ravenoville
- Reffuveille
- Regnéville-sur-Mer
- Reigneville-Bocage
- Remilly-sur-Lozon
- Réthoville
- Réville
- la Rochelle-Normande
- Rocheville
- Romagny
- Roncey
- la Ronde-Haye
- Rouffigny
- Rouxeville
- le Rozel

## S
Sacey
- Saint-Amand
- Saint-André-de-Bohon
- Saint-André-de-l'Épine
- Saint-Aubin-des-Préaux
- Saint-Aubin-de-Terregatte
- Saint-Aubin-du-Perron
- Saint-Barthélemy
- Saint-Brice
- Saint-Brice-de-Landelles
- Sainte-Cécile
- Saint-Christophe-du-Foc
- Saint-Clair-sur-l'Elle
- Saint-Clément-Rancoudray
- Sainte-Colombe (Manche)
- Saint-Côme-du-Mont
- Sainte-Croix-Hague
- Saint-Cyr
- Saint-Cyr-du-Bailleul
- Saint-Denis-le-Gast
- Saint-Denis-le-Vêtu
- Saint-Ébremond-de-Bonfossé
- Saint-Floxel
- Saint-Fromond
- Sainte-Geneviève
- Saint-Georges-de-Bohon
- Saint-Georges-de-la-Rivière
- Saint-Georges-de-Livoye
- Saint-Georges-d'Elle
- Saint-Georges-de-Rouelley
- Saint-Georges-Montcocq
- Saint-Germain-d'Elle
- Saint-Germain-des-Vaux
- Saint-Germain-de-Tournebut
- Saint-Germain-de-Varreville
- Saint-Germain-le-Gaillard
- Saint-Germain-sur-Ay
- Saint-Germain-sur-Sèves
- Saint-Gilles
- Saint-Hilaire-du-Harcouët
- Saint-Hilaire-Petitville
- Saint-Jacques-de-Néhou
- Saint-James
- Saint-Jean-de-Daye
- Saint-Jean-de-la-Haize
- Saint-Jean-de-la-Rivière
- Saint-Jean-de-Savigny
- Saint-Jean-des-Baisants
- Saint-Jean-des-Champs
- Saint-Jean-du-Corail
- Saint-Jean-du-Corail-des-Bois
- Saint-Jean-le-Thomas
- Saint-Jores
- Saint-Joseph
- Saint-Laurent-de-Cuves
- Saint-Laurent-de-Terregatte
- Saint-Lô
- Saint-Lô-d'Ourville
- Saint-Louet-sur-Vire
- Saint-Loup
- Saint-Malo-de-la-Lande
- Saint-Marcouf
- Sainte-Marie-du-Bois
- Sainte-Marie-du-Mont
- Saint-Martin-d'Aubigny
- Saint-Martin-d'Audouville
- Saint-Martin-de-Bonfossé
- Saint-Martin-de-Cenilly
- Saint-Martin-de-Landelles
- Saint-Martin-des-Champs
- Saint-Martin-de-Varreville
- Saint-Martin-le-Bouillant
- Saint-Martin-le-Gréard
- Saint-Martin-le-Hébert
- Saint-Maur-des-Bois
- Saint-Maurice-en-Cotentin
- Sainte-Mère-Église
- Saint-Michel-de-la-Pierre
- Saint-Michel-de-Montjoie
- Saint-Nicolas-de-Pierrepont
- Saint-Nicolas-des-Bois
- Saint-Ovin
- Saint-Pair-sur-Mer
- Saint-Patrice-de-Claids
- Saint-Pellerin
- Sainte-Pience
- Saint-Pierre-d'Arthéglise
- Saint-Pierre-de-Coutances
- Saint-Pierre-de-Semilly
- Saint-Pierre-Église
- Saint-Pierre-Langers
- Saint-Planchers
- Saint-Pois
- Saint-Quentin-sur-le-Homme
- Saint-Rémy-des-Landes
- Saint-Romphaire
- Saint-Samson-de-Bonfossé
- Saint-Sauveur-de-Pierrepont
- Saint-Sauveur-la-Pommeraye
- Saint-Sauveur-Lendelin
- Saint-Sauveur-le-Vicomte
- Saint-Sébastien-de-Raids
- Saint-Senier-de-Beuvron
- Saint-Senier-sous-Avranches
- Sainte-Suzanne-sur-Vire
- Saint-Symphorien-des-Monts
- Saint-Symphorien-le-Valois
- Saint-Vaast-la-Hougue
- Saint-Vigor-des-Monts
- Sainteny
- Sartilly
- Saussemesnil
- Saussey
- Savigny
- Savigny-le-Vieux
- Sébeville
- Sénoville
- Servigny
- Servon
- Sideville
- Siouville-Hague
- Sortosville-en-Beaumont
- Sortosville
- Sottevast
- Sotteville
- Soulles
- Sourdeval
- Sourdeval-les-Bois
- Subligny
- Surtainville
- Surville

## T
Taillepied
- Tamerville
- Tanis
- le Tanu
- le Teilleul
- Tessy-sur-Vire
- Teurthéville-Bocage
- Teurthéville-Hague
- le Theil
- Théville
- Tirepied
- Tocqueville
- Tollevast
- Tonneville
- Torigni-sur-Vire
- Tourlaville
- Tourville-sur-Sienne
- Tréauville
- Trelly
- Tribehou
- la Trinité
- Troisgots
- Turqueville

## U
Urville
- Urville-Nacqueville

## V
Vains
- Valcanville
- le Valdécie
- Valognes
- le Val-Saint-Père
- Varenguebec
- Varouville
- le Vast
- Vasteville
- Vaudreville
- Vaudrimesnil
- Vauville
- la Vendelée
- Vengeons
- Ver
- Vergoncey
- Vernix
- Vesly
- Vessey
- les Veys
- le Vicel
- Videcosville
- Vidouville
- Vierville
- Villebaudon
- Villechien
- Villedieu-les-Poêles
- Villiers-le-Pré
- Villiers-Fossard
- Vindefontaine
- Virandeville
- Virey
- le Vrétot

## Y
Yquelon
- Yvetot-Bocage